# Клан Блэр
Клан Блэр (англ. Blair, скотс Blar) — один из древних кланов шотландской низменности и современное сообщество возможных потомков с многочисленными родственниками.

## История
В качестве топонима наименование Блэр (англ. Blair) встречается в более чем двухстах населенных пунктах по всей Шотландии. В качестве фамильного имени оно упоминается с начала 1200-х годов: это две основные семьи — Блэры из Айрширского Блэра (англ. Blair) и Блэры из Пертширского Балтейока (англ. Balthayock). В настоящее время нет каких-либо письменных свидетельств об общем предке этих семей.

## Этимология
Фамильное имя Блэр является топонимичным и образовано от наименования очищенной равнинной местности: на шотландском гэльском языке, на котором оно пишется Blàr — подготовленная равнина для земледелия или боя.

## Блэр из Блэра
Записи монастыря Килвиннинг демонстрируют, что титул баронов Блэра был присвоен нормандцу по имени Жан Франсуа (норм. Jean François) королём Шотландии, Вильгельмом I (1165—1214 годы правления). Полагают, внук Джона Франсуа де Блера (англ. John Francis de Blair) — Уильям де Блэр (англ. William de Blair), — женился на одной из дочерей короля Англии — Джона (англ. King John Lackland of England). В 1205 году Александр де Блэр (англ. Alexander de Blare) упоминался свидетелем договора между городом Ирвин (англ. Irvine) и Брайсом де Эглунстоуном (англ. Brice de Eglunstone). Вероятно, Александр являлся бароном Блэра графства Айршир, жалованного королём Вильгельмом «Львом». В 1235 году Вильгельм де Блер (англ. William de Blare) был посвящён в рыцари королём Александром II и стал стюардом Файфа. Сэр Брайс де Блер (англ. Bryce de Blare) был посвящён в рыцари королём Александром III. В конце концов он поддержал Уильяма Уоллеса (англ. William Wallace) и был казнён англичанами при резне в казармах Эр в Эйршире 1296 года. Его племянник Роджер де Блер (англ. Roger de Blare) был посвящён в рыцари Робертом Брюсом после битвы при Бэннокбёрне в 1314 году.

## Блэр Балтейока

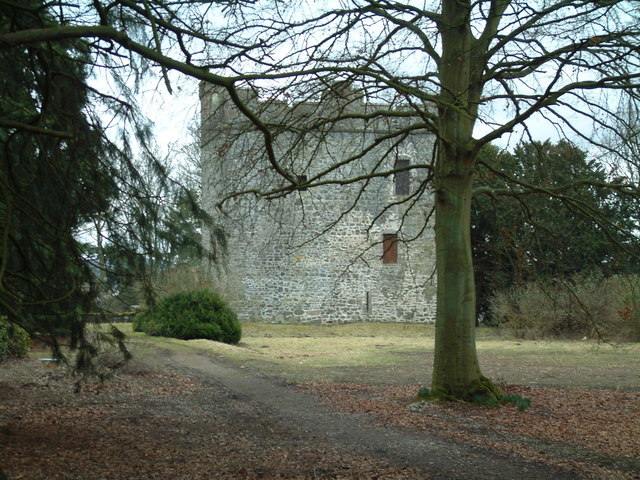
Замок Блэров Балтайока

Родословная семей Блэр из Балтейока прослеживается до Стивена де Блэра (англ. Stephen de Blair), владевшего землями в округе Блэр (англ. Blair) с территории Гоури (англ. Gowrie), которая была переименована в Блэргоури (англ. Blairgowrie) и в настоящее время входит в состав области Перт и Кинросс. В период между 1204 и 1211 годами он был свидетелем хартии на землях Балджилло (англ. Balgillo) графства Ангус, подписанной аббатом Бречина (англ. Brechin) — Довенальдом (англ. Dovenald), — монастырю в городе Арброт. У этих Блэров есть несколько кланово родовых кадетских ответвлений на землях Ардблэр (англ. Ardblair Castle), Бендочи (англ. Bendochy), Бальджилло (англ. Balgillo), Бальмиле (англ. Balmyle), Питтендрайха и Летенди (англ. Pittendreich and Lethendy), Гласклюн (англ. Glasclune), Денхед (англ. Denhead), Овер Дурди (англ. Over Durdie), Мельгинч (англ. Melginch), Балгрей (англ. Balgray), Фрайартон (англ. Friarton), Гэрдрам (англ. Gairdrum), Баллати (англ. Ballathie), а также Блэры Данди и семья Блер во Франции.

## Вожди кланов
Долгое время семьи Блэр тщетно боролись за признание вождя, пока английский король Яков VI в 1658 году не утвердил:
Старший мужчина любой из двух семей будет иметь преимущество перед младшими в должности вождя.
Это заявление указывает на то, что члены этих двух рассматриваемых семейных групп чередовали вождей и признавали ту или иную форму родовых связей — вне зависимости от родства светского или кровного.

## Символика кланов

### Герб
Исторически шотландские фамильные или родовые геральдические гербы регламинтировались и присуждались лишь отдельным заслуженным и/или знатным лицам. Использование подобных символов без одобрения власти, вручивших тот или иной герб в Шотландии, является незаконным. Утверждённые и выданные отличительные фамильные знаки документировались и визуализировались в соответствующих реестрах — Гербовниках. «Кадетские ветви» клана могли иметь собственные — отличные от основных и предыдущих гербов рода, — геральдические символы. Различия в основном заключаются в модификации щита, шлема или нашлемника (изголовья герба, разновидности плюмажа).
Клан Блэр имеет два основных отличных друг от друга герба и два отличных традиционных шотландских бейджа: один с изображением лежащего оленя с поднятой головой и второй с изображением голубя с распростёртыми крыльями. Также имеется несколько вариаций изначальных гербов кланов для отдельных представителей рода и семей. Изображение герба одной из ветвей Блэров из юго-запада Шотландии было найдено на надгробии в Антриме (Ирландия). Щит герба был дополнен полумесяцами по бокам чёрного косого креста, звездой над ним и одеждой снизу. Символы были добавлены одним из потомков Блэра из Илка, чтобы отделить его или её от основной семьи. Косой крест с девятью оправами в форме ромба и олень в качестве нашлемника указывают на потомков с общим предком рода. Кроме оленя, у некоторых представителей рода встречается изображение кабана. Типичным символом герба потомков Блэра из Балтейока является голубь с расправленными крыльями, взлетающий орёл или вооружённая римская голова. Ещё один символ герба, найденный в руках усопшего Блэра, — это одежда.
Многие щиты потомственных гербов рода и/или фамилий Блэров равноценно сочетают в себе изображения предыдущих символов. Примером такого сочетания может служить щит Блэра у Гамильтона, который можно увидеть на главной входной двери дома Блэра в Далри (Шотландия). На камине, герб Блэра четвертуется с фамильным гербом Скотта. Такой тип смешанных гербов демонстрирует объединение двух семей.

### Тартан
Традиционный классический цветной клетчатый дизайн древнего шотландского тартана клана Блэр являются — зелёный, синий, чёрный и красный цвета.

### Девиз
Девизами кланов Блэр являются слова:
- лат. Amo Probos «люблю добродетельных»;
- лат. Virtute tutus «защищенные добродетелью».

Изначально используемый в гербе девиз рода был боевым кличем или своеобразным лозунгом и призывом к действию: впервые они появились на гербах лишь в XIV—XV веках, но не получили широкого распространения до XVII столетия. Таким образом, самые старые изображения гербов обычно девиза не содержат. Согласно большинству геральдических правил, девиз является необязательным компонентом герба и его можно добавлять или изменять по желанию владельца.

## Достопримечательности клана

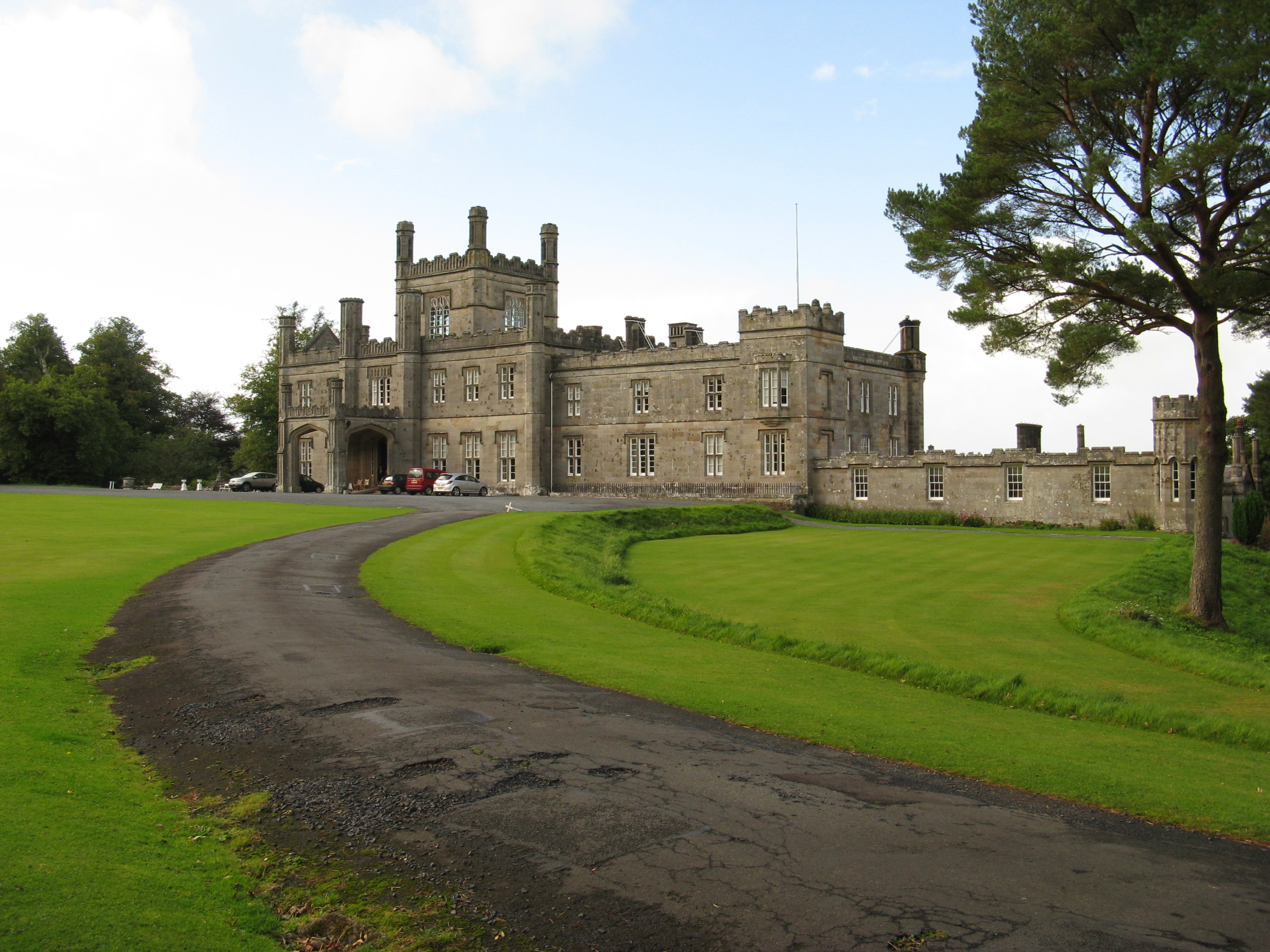
Блэркуан, Стрейтон, Мэйбол, Эйршир

С кланом Блэр связаны следующие достопримечательности:
- Замок Ардблер, Блэргоури, Пертшир.
- Замок Балтайок, недалеко от Перта.
- Замок Блэр, Далри, Эйршир. Над подъемным мостом, высеченном на каменной арке, изображён гербовый олень Блэров.
- Блэркуан, Стрейтон, Мэйбол, Эйршир.
- Башня Карберри, недалеко от Массельбурга, Восточный Лотиан.
- Замок Кэткарт, Рутерглен, Ланаркшир.
- Кауден-холл, недалеко от Нейлстона, Ренфрушир.
- Замок Дунимарл, Калросс, Файф.
- Замок Гласклун, недалеко от Блэргоури, Пертшир.
- Нижний Ошендран, или Блэрстоун, недалеко от Эйршира.[10]
- Дом Росси Очил, Форганденни, Пертшир.
- Замок Руско, или Замок Руско, Сторожка Флита, Замок Дуглас, Кирккадбрайтшир.

## Союзные кланы
Союзными кланами Блэр являются клан Уоллес и клан Брюс.

## Генеалогические исследования
Рода фамилии Блер имеют довольно точно установленные отличия в происхождении. Остаются вопросы относительно общепризнанного «родоначальника» фамилии, который был наследником нормандца Жана Франсуа и которому между 1165 и 1200 годами был пожалован титул баронов с соответствующим статусу гербом шотландским королём Вильгельмом. Так как в Шотландии было две основные семьи Блэров, возник спор об их кровном родстве. Чтобы понять, сколько существует родовых линий по фамилии Блэр к XXI веку, были проанализированы данные Ассоциации генеалогических исследований рода англ. Blair Society for Genealogical Research (BSGR). За 20 лет с момента возникновения ассоциации было исследовано и проанализировано более 1000 участников из почти 430-и самостоятельных линий по фамилии Блэр. Треть этого списка пересекается и сводится к 18 родовым ветвям фамильного древа. Треть оказались «сиротами», неспособными связать свою линию с любым из фамильных деревьев иных членов рассматриваемых родов. Около 9 % проследили своих предков до Шотландии. Почти 20 % проследили до родства в Ирландии. Примерно 2 % явились выходцами из Канады и Англии. Члены BSGR из миграции в США не в состоянии проследить свои родовые корни.

## Генетические исследования ДНК
Доступность анализа аутосомного ДНК для поиска родственных семей, Y-хромосом для прямой мужской линии и митохондриальной ДНК для женских линий, обуславливает возможность определения происхождения и родственных связей участников исследований новыми научными методами. Эти исследования помогают ответить на многие вопросы семей, особенно при утере промежуточных документальных свидетельств. Анализ мутаций в Y-хромосоме используется для выявления «общего предка» и количества поколений с момента их разделения.
Проект исследования ДНК фамилии Блэр на портале генетических исследований FTDNA был основан 29 июня 2002 года и стал 49-м фамильным проектом. Из полученных 225 результатов испытаний 158 объединены в 10 групп по близости мутационных совпадений в ДНК.